# BARX1
BARX1 (англ. BARX homeobox 1) – білок, який кодується однойменним геном, розташованим у людей на 9-й хромосомі. Довжина поліпептидного ланцюга білка становить 254 амінокислот, а молекулярна маса — 27 298.
| 10         |  | 20         |  | 30         |  | 40         |  | 50         |
| ---------- |  | ---------- |  | ---------- |  | ---------- |  | ---------- |
| MQRPGEPGAA |  | RFGPPEGCAD |  | HRPHRYRSFM |  | IEEILTEPPG |  | PKGAAPAAAA |
| AAAGELLKFG |  | VQALLAARPF |  | HSHLAVLKAE |  | QAAVFKFPLA |  | PLGCSGLSSA |
| LLAAGPGLPG |  | AAGAPHLPLE |  | LQLRGKLEAA |  | GPGEPGTKAK |  | KGRRSRTVFT |
| ELQLMGLEKR |  | FEKQKYLSTP |  | DRIDLAESLG |  | LSQLQVKTWY |  | QNRRMKWKKI |
| VLQGGGLESP |  | TKPKGRPKKN |  | SIPTSEQLTE |  | QERAKDAEKP |  | AEVPGEPSDR |
| SRED       |  |            |  |            |  |            |  |            |

A: Аланін

C: Цистеїн

D: Аспарагінова кислота

E: Глутамінова кислота

F: Фенілаланін

G: Гліцин

H: Гістидин

I: Ізолейцин

K: Лізин

L: Лейцин

M: Метіонін

N: Аспарагін

P: Пролін

Q: Глутамін

R: Аргінін

S: Серин

T: Треонін

V: Валін

W: Триптофан

Задіяний у таких біологічних процесах, як транскрипція, регуляція транскрипції, альтернативний сплайсинг. 
Білок має сайт для зв'язування з ДНК. 
Локалізований у ядрі.